# Бернд Френц
Бернд Френц (на немски: Bernd Frenz) е немски журналист и писател на бестселъри в жанра фентъзи и научна фантастика. Пише и под псевдонима Браян Фрост (на немски: Brian Frost) – за том 22 на поредицата „Мадракс“.

## Биография и творчество
Бернд Френц е роден през 1964 г. в Ниенбург, Долна Саксония, Германия. Израства с класиците на приключенската литература. Учи търговия и има степен по бизнес. Няколко години работи като млад специалист.
През 1987 г. печели конкурс организиран от Волфганг Холбайн. Вдъхновен от успеха започва да пише разкази, комикси, сценарии за ролеви игри, текстове за песни и други произведения, които публикува във „Fantasy Welt“, „Windgeflüster“, „Daedalos“, „Hit-Comics“ и „Zack“.
През 1998 г. решава да работи като журналист на свободна практика и писател, за да се отдаде по-добре на любовта си към приключения, история и фантазия.
През 2000-2005 г. Бернд Френц е един от основните автори на фентъзи серията „Мадракс“. През 2002-2004 г. участва в сериите „Авантюристите“ и „Атлан“.
С поредиците „СТАЛКЕР–Сянка от Чернобил“, „Блуторкс“ и „Войнът вампир“, утвърждава своето място в немската фантастична литература.
През 2011 г. е публикуван фантастичният му роман „Das Blut der Nibelungen“ (Кръвта на Нибелунгите).
Бернд Френц живее в Хановер.

## Произведения

### Самостоятелни романи
- Das Blut der Nibelungen (2011)

### Серия „СТАЛКЕР – Сянка от Чернобил“ (S.T.A.L.K.E.R – Shadow of Chernobyl)
към едноименната компютърна игра
1. Todeszone (2005) – с Клаудия Керн
2. Inferno (2007)
3. Apokalypse (2007)

### Серия „Блуторкс“ (Blutorks)
1. Der Krieger (2009)
2. Der Sklave (2010)
3. Der Befreier (2013)

### Серия „Войнът вампир“ (Bannkrieger)
1. Bannkrieger (2011)
2. Bannstreiter (2012)

### Участие в общи серии с други писатели

#### Серия „Мадракс – Тъмното бъдеще на Земята“ (Maddrax – Die dunkle Zukunft der Erde)
поредицата „Мадракс“ има общо 15 цикъла с над 350 тома от различни автори, като Роналд Хан (35 книги), Томас Цибула (67 книги), и др.

##### Според първото издание
4.	Отхвърлените (в „Маддракс том I: Тъмното бъдеще на Земята“), Die Ausgestoßenen (2000)
7.	Последната жертва (в „Маддракс, том II, Децата на кометата“), Das letzte Opfer (2000)
19.	Das Sklavenspiel (2000)
22.	Die wandelnde Tote (2000)
32.	Seelenträger (2001)
33.	Lautlose Bedrohung (2001)
37.	Enthüllungen (2001)
42.	Die Unsterblichen (2001)
48.	Cinemania (2001)
52.	Invasion der Toten (2002)
53.	Die Schlacht von El'ay (2002)
54.	Gabe und Fluch (2002)
58.	Sub'Sisco (Heftroman) (2002)
59.	Das Experiment (2002)
70.	Dorf der Legenden (2002)
73.	Die Ostmänner (2002)
75.	Im Bergwerk der Mutanten (2002)
79.	Die Kristallfestung (2003)
88.	Sohn der Finsternis (2003)
89.	Die Stunde des Feiglings (2003)
94.	Dem Tode geweiht (2003)
95.	Der Gen-Mutant (2003)
98.	Am Vorabend der neuen Zeit (2003)
99.	Der Feind meines Feindes (2003)
103.	Ein Leben im Sterben (2003)
109.	Die Atemdiebin (2004)
114.	Fluchtpunkt El'ay (2004)
116.	Das Feuermal (2004)
118.	Countdown in Moskau (2004)
122.	Wege der Macht (2004)
129.	Mar'os – Gott des Krieges (2004)
133.	Die Letzte ihrer Art (2005)
134.	Die Entscheidung des Generals (2005)
140.	Im Land der Feuerdrachen (2005)
144.	Der Flug der Todesrochen (2005)
149.	Auf Messers Schneide (2005)
154.	Die Macht der Nosfera (2006)

##### Според второто издание с твърди корици
5. Der Weg des Blutes (2003)

#### Серия „Авантюристите“ (Die Abenteurer)
5. Armee der Schattenmänner (2002)
8. Inseln der Stürme (2002)
от серията има още ?? романа от различни автори

#### Серия „Атлан“ (Atlan)
6. Angriff der Bestien (2003)
8. Die Technostadt (2004)
от серията има още ?? романа от различни автори